# Het Lantschap Drenthe
Het Lantschap Drenthe was een in 1924 opgerichte ontginningsmaatschappij in de Nederlandse provincie Drenthe.

## Geschiedenis
De N.V. Ontginningsmaatschappij Het Lantschap Drenthe werd op 19 november 1924 opgericht. Initiatiefnemer was de Drentse commissaris van de koningin Jan Tijmens Linthorst Homan. De eerste aandeelhoudersvergadering vond plaats op 27 november 1924. Over de voorbereidingswerkzaamheden verschenen eerder dat jaar enkele artikelen in de Provinciale Drentsche en Asser Courant. Door de aankoop van woeste gronden en het in cultuur brengen ervan zorgde de maatschappij voor werkgelegenheidsprojecten in het nog onontgonnen deel van de provincie. Participerende gemeenten konden door middel van deze vorm van werkverschaffing werkloze inwoners in deze projecten plaatsen. Vanaf 1924 werd het gebied rond de veenkolonie Witteveen ontgonnen. De maatschappij had hiervoor 600 hectare grond weten te verwerven. Er werden 50 woningen gebouwd met bij iedere woning een stukje grond voor eigen gebruik. De ontgonnen gronden werden verpacht aan de arbeiders. Zo ontstond rond 1926 het dorp Witteveen. In 1930 volgde de ontginning van het Zwinderseveld, nabij Zwinderen. De uitvoering van de projecten was in handen van de Heidemaatschappij.